# نوكيا لوميا 510
نوكيا لوميا 510 (بالإنجليزية: Nokia Lumia 510)‏ هو هاتف ذكي طورته نوكيا يعمل بنظام التشغيل ويندوز فون 7.5.

## مميزات
1. كاميرا عالية الدقة
2. شاشة عالية الوضوح
3. تصميم عصري
4. متوفر بالوان عديده
5. نظام تشغيلي الأول من نوعه